# Олексенкове
Олексе́нкове —  село в Україні, у Лебединській міській громаді Сумського району Сумської області. Населення становить 76 осіб. До 2020 орган місцевого самоврядування — Лебединська міська рада.

## Географія
Село Олексенкове знаходиться на правому березі річки Вільшанка, вище за течією примикає село Рябушки,.нижче за течією на відстані 4 км розташоване місто Лебедин. На річці велика загата. Поруч проходить автомобільна дорога Т 1913.

## Історія
12 червня 2020 року, відповідно до Розпорядження Кабінету Міністрів України № 723-р «Про визначення адміністративних центрів та затвердження територій територіальних громад Сумської області» увійшло до складу Лебединської міської громади.
19 липня 2020 року, після ліквідації Лебединського району, село увійшло до Сумського району.